# 愛新覚羅烏拉熙春
愛新覚羅 烏拉熙春（あいしんかくら うらきしゅん、満洲語:ᠠᡳᠰᡳᠨ
ᡤᡳᠣᡵᠣ
ᡠᠯᡥᡳᠴᡠᠨ、aisin gioro ulhicun、アイシンギョロ・ウルヒチュン、1958年 - ）は、中国出身の契丹語、女真語、満洲語の研究者である。日本名は吉本 智慧子（よしもと ちえこ）。京都大学博士（文学）、中央民族大学文学博士。立命館アジア太平洋大学アジア太平洋学部教授、京都大学ユーラシア文化研究センター研究員。「ウルヒチュン」は満洲語で「聡明」を意味する。

## 人物・来歴

### 家系
清朝乾隆帝の第5子栄純親王永琪から数えて8代目の末裔で、6世の祖は道光帝と同じ世代の詩人奕絵貝勒、その妻は西林太清（納蘭性徳と並ぶ清朝の女流詩人）。祖父の恒煦は鎮国公として溥儀に仕え、後に契丹語・女真語・満洲語学者として中華人民共和国における満洲族の復権に尽力した。父は女真学・満洲学・モンゴル学の専門家金啓孮であり、3代による共著がある。

### 家族
夫は東洋史学者で京都大学教授の吉本道雅。

## 研究テーマ
契丹・女真・満洲の言語学、東洋史。

## 著編書
- 『満語語法』（1983年 内蒙古人民出版社。1984年 徳野伊勅訳 北九州中国書店）
- 『満語読本』（1985年 内蒙古人民出版社。1986年 徳野伊勅訳 北九州中国書店）
- 『満族古神話』（1987年 内蒙古人民出版社。1988年 徳野伊勅訳 北九州中国書店）
- 『満語語音研究』（1992年 玄文社）
- 『愛新覚羅氏三代満洲学論集』（金光平、金啓孮と共著。1996年 遠方出版社）
- 『最後の公爵 愛新覚羅恒煦』（原題『末代鎮国公愛新覚羅恒煦』吉本道雅訳 1996年 朝日新聞社）
- 『天游閣集』（西林太清著。金啓孮と共編校。2001年 遼寧民族出版社）
- 『女真文字書研究』（2001年 風雅社）
- 『女真語言文字新研究』（2002年 明善堂）
- 『愛新覚羅氏三代阿爾泰学論集』（金光平、金啓孮、吉本道雅と共著。2002年 明善堂）
- 『女真語満洲通古斯比較辞典』（金啓孮と共編著。2003年 明善堂）
- 『女真文大辞典』（金啓孮と共編著。2003年 明善堂）
- 『契丹語言文字研究――記念金啓孮先生学術叢書之一』（2004年 東亜歴史文化研究会）
- 『遼金史與契丹・女真文――記念金啓孮先生学術叢書之二』（2004年 東亜歴史文化研究会）
- 『契丹大字研究――記念金啓孮先生学術叢書之三』（2005年 東亜歴史文化研究会）
- 『金啓孮先生逝世周年記念文集』（金適、吉本道雅と共編著。2005年 東亜歴史文化研究会）
- 『契丹文墓誌より見た遼史』（2006年 松香堂書店）
- 『愛新覚羅烏拉熙春女真契丹学研究』（2009年 松香堂書店）
- 『明代の女真人―『女真訳語』から『永寧寺記碑』へ―』（2009年京都大学学術出版会）
- 『契丹語諸形態の研究』科研費報告書（2011年)
- 『韓半島から眺めた契丹・女真』（吉本道雅と共著。2011年京都大学学術出版会）
- 『契丹語辞典(Ⅰ)』かけんひ報告書(2010)
- 『新出契丹史料の研究』（吉本道雅と共著。2012年 松香堂書店）
- 『女真大字文献彙編─金啓孮先生逝世十周年記念叢書之一─』（2014年 東亜歴史文化研究会）
- 『契丹大小字石刻全釈─金啓孮先生逝世十周年記念叢書之二─』（2014年 東亜歴史文化研究会）
- 『명나라 시대 여진인：『여진역어』에서 『영영사기비』까지』（2014年경진）
- 『大中央胡里只契丹国─遙輦氏発祥地の点描─』（吉本道雅と共著。2015年 松香堂書店）
- 『契丹大字辞典』科研費報告書（2016年）
- 『ロシア・アルハラ河畔の女真大字墨書ー女真・契丹文字遺跡をたどってー』(吉本道雅と共著。2017年 朋友書店）